# Trimetillisina diossigenasi
La trimetillisina diossigenasi è un enzima appartenente alla classe delle ossidoreduttasi, che catalizza la seguente reazione:
N6,N6,N6-trimetil-L-lisina+ 2-ossoglutarato + O2 ⇄ 3-idrossi-N6,N6,N6-trimetil-L-lisina+ succinato + CO2
L'enzima richiede Fe2+ ed ascorbato.